# کامی کسروی
کامی کسروی (زاده ۱۳۱۵ در تبریز) بازیگر سینما اهل ایران است که بین سال‌های ۱۳۴۳ تا ۱۳۵۵ فعالیت می‌کرد.

## فیلمشناسی
- شهر شراب (۱۳۵۵)
- قادر (۱۳۵۵)
- راننده اجباری (۱۳۵۴)
- دو کبوتر (۱۳۵۲)
- قصه ماهان (۱۳۵۲)
- قایقرانان (۱۳۵۱)
- زندگی وارونه(۱۳۵۰)
- شوهر پاستوریزه (۱۳۵۰)
- ماجرای یک دزد (۱۳۵۰)
- مرید حق (۱۳۴۹)
- جدایی (۱۳۴۸)
- خانه کنار دریا (۱۳۴۸)
- ضرب شست (۱۳۴۸)
- گردباد زندگی (۱۳۴۷)
- خوشگل و قهرمان (۱۳۴۶)
- میلیونرهای گرسنه (۱۳۴۶)
- شمسی پهلوان (۱۳۴۵)
- مرد و نامرد (۱۳۴۵)
- مومیایی (۱۳۴۵)
- خوشگل خوشگلا (۱۳۴۴)
- مزد خونین (۱۳۴۴)
- دزد شهر (۱۳۴۳)